# Apamea apamiformis
Apamea apamiformis (tên tiếng Anh: Sâu bướm lúa) là một loài bướm đêm thuộc họ Noctuidae. Nó được tìm thấy ở Bắc Mỹ, bao gồm Wisconsin, New York và Minnesota.
Sải cánh dài khoảng 39 mm. Con trưởng thành bay từ tháng 6 đến tháng 8 tùy theo địa điểm.
The larvae are considered a serious pest on rice crops, such as wild rice.